# Talföljd
En talföljd (följd, progression) är en ändlig eller oändlig följd av tal, vanligen betecknad med hjälp av index som {\displaystyle a_{1},a_{2},a_{3},\dots }

## Definitioner
Talen {\displaystyle a_{1},a_{2},a_{3},\dots \ } kallas talföljdens element. Talföljden kan betraktas som en funktion f från de positiva heltalen till alla tal, {\displaystyle f(n)=a_{n}\ }.
En talföljd kan betecknas {\displaystyle a_{1},a_{2},a_{3},\dots } Ofta används den kortare beteckningen {\displaystyle (a_{n})\ }.
Notera att talen i följden inte behöver ha olika värden. Ett exempel på detta är talföljden {\displaystyle a_{n}=(-1)^{n}}vilket ger talföljden {\displaystyle -1,1,-1,1,-1,1\dots }.

## Att beskriva en talföljd
Talföljden kan anges med en explicit formel, till exempel
{\displaystyle a_{n}=2^{n}\ }.
Den kan också anges genom en rekursionsformel, där varje element uttrycks med hjälp av det föregående elementet , tillsammans med startvärdet, till exempel 
{\displaystyle a_{n+1}=2a_{n},\quad a_{1}=2\ }

## Typer
En talföljd kallas
- växande om {\displaystyle a_{n+1}\geq a_{n}} för alla n

och strängt växande om {\displaystyle a_{n+1}>a_{n}} för alla n
- avtagande om {\displaystyle a_{n+1}\leq a_{n}} för alla n

och strängt avtagande om {\displaystyle a_{n+1}<a_{n}} för alla n
- monoton om den är antingen växande eller avtagande,
- oändlig om n kan anta hur stora värden som helst,
- begränsad upptill om det finns ett tal M sådant att {\displaystyle a_{n}<M} för alla n
- begränsad nedtill om det finns ett tal m sådant att {\displaystyle a_{n}>m} för alla n

## Konvergens och divergens
Om talen i en oändlig talföljd närmar sig ett bestämt tal b, kallas talföljden konvergent och b kallas talföljdens gränsvärde:
{\displaystyle \lim _{n\rightarrow \infty }a_{n}=b}
En följd som inte är konvergent kallas divergent.
Exempel:
- {\displaystyle a_{n}={\frac {1}{2^{n}}}={\frac {1}{2}},{\frac {1}{4}},{\frac {1}{8}},...} är konvergent med gränsvärdet 0;
- {\displaystyle a_{n}={\frac {(-1)^{n}}{n}}=-1,{\frac {1}{2}},-{\frac {1}{3}},{\frac {1}{4}},...} är konvergent med gränsvärdet 0;
- {\displaystyle a_{n}=|\sin \left({\frac {\pi n}{2}}\right)|=1,0,1,0,1,0,...} är divergent;
- {\displaystyle a_{n}=11n=11,22,33,...} är divergent.

En (oändlig) decimalutveckling är en konvergent talföljd. Betrakta t.ex. det rationella talet och dess decimalutveckling {\displaystyle 0,\!757575...}; den senare står för den konvergenta följden 
{\displaystyle {\frac {7}{10}},{\frac {75}{10^{2}}},{\frac {757}{10^{3}}},{\frac {7575}{10^{4}}},\ldots } vars gränsvärde är 25/33.

## Vanliga talföljder
- En aritmetisk talföljd: differensen mellan två på varandra följande element är konstant.

Exempel: {\displaystyle 5,8,11,14,...,5+(3n+2),...}
- En geometrisk talföljd: kvoten mellan två på varandra följande element är konstant.

Exempel: {\displaystyle 1,{\frac {1}{2}},{\frac {1}{4}},{\frac {1}{8}},{\frac {1}{16}},\ldots ,\left({\frac {1}{2}}\right)^{n-1}}
- Fibonacciföljden: Följden {\displaystyle 1,1,2,3,5,8,13,\ldots } av Fibonaccital, där varje element är summan av de båda närmast föregående.